# Franchesse
Pour les articles homonymes, voir Franchesse (homonymie).
Franchesse est une commune française, située dans le département de l'Allier en région Auvergne-Rhône-Alpes.
Les habitants de Franchesse sont appelés traditionnellement les Lanciers. On dit aussi les Franchessois.

## Géographie

### Localisation
Franchesse est située au nord du département de l'Allier, dans le bocage bourbonnais.

### Communes limitrophes
Franchesse est limitrophe avec six communes, sept en incluant une frontière de quelques mètres avec Agonges :
|               | Limoise, Pouzy-Mésangy | Saint-Léopardin-d'Augy |
| Saint-Plaisir | Franchesse             | Couzon, Agonges        |
|               | Bourbon-l'Archambault  |                        |

### Voies de communication et transports
Le territoire communal est traversé par les routes départementales 1 (de Lurcy-Lévis à Bourbon-l'Archambault), 54 (vers Agonges), 144 (vers Pouzy-Mésangy), 145 (vers Ygrande), 287 (vers Couzon) et 534 (vers Couleuvre).

### Climat
Pour des articles plus généraux, voir Climat d'Auvergne-Rhône-Alpes et Climat de l'Allier.
En 2010, le climat de la commune est de type climat océanique dégradé des plaines du Centre et du Nord, selon une étude du CNRS s'appuyant sur une série de données couvrant la période 1971-2000. En 2020, Météo-France publie une typologie des climats de la France métropolitaine dans laquelle la commune est exposée à un climat océanique altéré et est dans la région climatique Centre et contreforts nord du Massif Central, caractérisée par un air sec en été et un bon ensoleillement.
Pour la période 1971-2000, la température annuelle moyenne est de 10,8 °C, avec une amplitude thermique annuelle de 15,7 °C. Le cumul annuel moyen de précipitations est de 764 mm, avec 10,9 jours de précipitations en janvier et 7,4 jours en juillet. Pour la période 1991-2020, la température moyenne annuelle observée sur la station météorologique de Météo-France la plus proche, « Bourbon_sapc », sur la commune de Bourbon-l'Archambault à 6 km à vol d'oiseau, est de 11,9 °C et le cumul annuel moyen de précipitations est de 777,2 mm,. Pour l'avenir, les paramètres climatiques de la commune estimés pour 2050 selon différents scénarios d'émission de gaz à effet de serre sont consultables sur un site dédié publié par Météo-France en novembre 2022.

## Urbanisme

### Typologie
Au 1er janvier 2024, Franchesse est catégorisée commune rurale à habitat très dispersé, selon la nouvelle grille communale de densité à 7 niveaux définie par l'Insee en 2022.
Elle est située hors unité urbaine et hors attraction des villes,.

### Occupation des sols

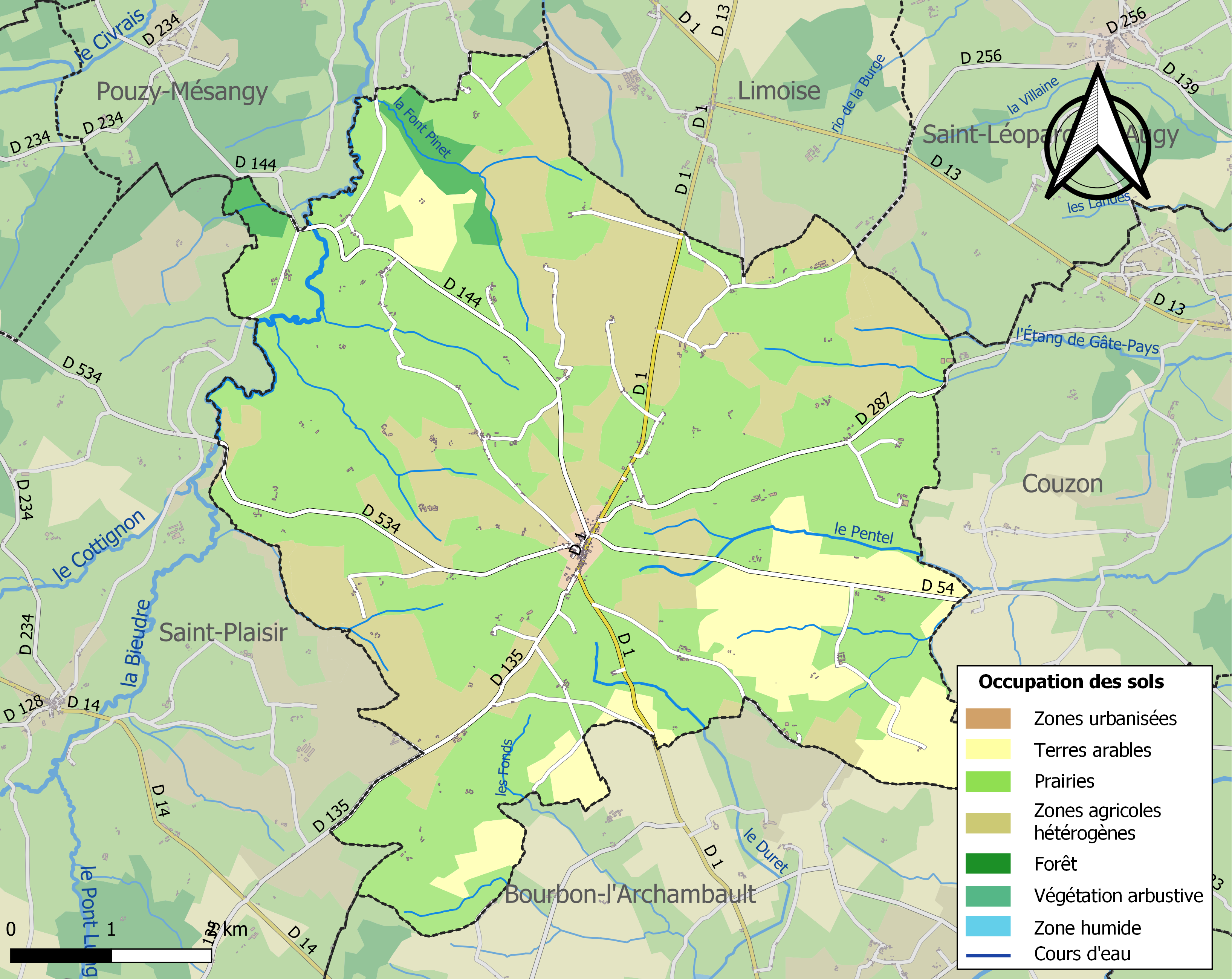
Carte des infrastructures et de l'occupation des sols de la commune en 2018 (CLC).

L'occupation des sols de la commune, telle qu'elle ressort de la base de données européenne d’occupation biophysique des sols Corine Land Cover (CLC), est marquée par l'importance des territoires agricoles (97,5 % en 2018), une proportion identique à celle de 1990 (97,5 %). La répartition détaillée en 2018 est la suivante : 
prairies (59,8 %), zones agricoles hétérogènes (25,8 %), terres arables (11,8 %), forêts (1,9 %), zones urbanisées (0,6 %).
L'IGN met par ailleurs à disposition un outil en ligne permettant de comparer l’évolution dans le temps de l’occupation des sols de la commune (ou de territoires à des échelles différentes). Plusieurs époques sont accessibles sous forme de cartes ou photos aériennes : la carte de Cassini (XVIIIe siècle), la carte d'état-major (1820-1866) et la période actuelle (1950 à aujourd'hui).

## Politique et administration
| Période                                  | Période                      | Identité                     | Étiquette | Qualité |
| ---------------------------------------- | ---------------------------- | ---------------------------- | --------- | --- |
| Les données manquantes sont à compléter. |                              |                              |           | |
| 1912                                     | 1919                         | Pierre Brizon                |           | Député |
| mars 2001                                | mars 2008                    | Gérard Vernis                |           | |
| mars 2008                                | mars 2014                    | Isabelle Desurier-Lafleuriel | DVG       | |
| mars 2014                                | En cours (au 8 juillet 2020) | Gérard Vernis                | DVG       | Agriculteur 1er vice-président de la communauté de communes en Bocage Bourbonnais (2014-2016) Réélu en 2020 |

## Population et société

### Démographie
L'évolution du nombre d'habitants est connue à travers les recensements de la population effectués dans la commune depuis 1793. Pour les communes de moins de 10 000 habitants, une enquête de recensement portant sur toute la population est réalisée tous les cinq ans, les populations de référence des années intermédiaires étant quant à elles estimées par interpolation ou extrapolation. Pour la commune, le premier recensement exhaustif entrant dans le cadre du nouveau dispositif a été réalisé en 2008.

En 2022, la commune comptait 465 habitants, en évolution de −0,43 % par rapport à 2016 (Allier : −1,38 %, France hors Mayotte : +2,11 %).
| 1793  | 1800  | 1806  | 1821  | 1831  | 1836  | 1841  | 1846  | 1851  |
| ----- | ----- | ----- | ----- | ----- | ----- | ----- | ----- | ----- |
| 1 070 | 1 077 | 1 096 | 1 241 | 1 176 | 1 228 | 1 119 | 1 144 | 1 124 |

| 1856  | 1861  | 1866  | 1872  | 1876  | 1881  | 1886  | 1891  | 1896  |
| ----- | ----- | ----- | ----- | ----- | ----- | ----- | ----- | ----- |
| 1 149 | 1 149 | 1 202 | 1 256 | 1 331 | 1 365 | 1 385 | 1 362 | 1 319 |

| 1901  | 1906  | 1911  | 1921 | 1926  | 1931 | 1936 | 1946 | 1954 |
| ----- | ----- | ----- | ---- | ----- | ---- | ---- | ---- | ---- |
| 1 236 | 1 194 | 1 161 | 991  | 1 006 | 955  | 933  | 852  | 789  |

| 1962 | 1968 | 1975 | 1982 | 1990 | 1999 | 2006 | 2008 | 2013 |
| ---- | ---- | ---- | ---- | ---- | ---- | ---- | ---- | ---- |
| 726  | 675  | 552  | 539  | 532  | 451  | 453  | 453  | 461  |

| 2018 | 2022 | - | - | - | - | - | - | - |
| ---- | ---- | - | - | - | - | - | - | - |
| 475  | 465  | - | - | - | - | - | - | - |

### Enseignement
Franchesse dépend de l'académie de Clermont-Ferrand. Elle gère une école maternelle publique.
Hors dérogations à la carte scolaire, les collégiens se rendent à Bourbon-l'Archambault et les lycéens à Moulins et Yzeure.

## Culture locale et patrimoine

### Lieux et monuments
- Église Saint-Étienne : église romane de style bourguignon, classée Monument Historique en 1886. Elle fait partie des nombreuses églises romanes du pays de Souvigny.
- Chapelle du château de Franchesse.

### Personnalités liées à la commune
- Pierre Brizon (1878-1923), homme politique, député de l'Allier.
- Frantz Brunet, né à Franchesse le 27 août 1879, auteur du Dictionnaire du parler bourbonnais et des régions voisines.
- Louis Gaume, né à Franchesse le 21 septembre 1888, est un compagnon du Devoir qui s'installe à Arcachon en 1911.